# Aceratium dasyphyllum
Aceratium dasyphyllum är en tvåhjärtbladig växtart som beskrevs av Albert Charles Smith. Aceratium dasyphyllum ingår i släktet Aceratium och familjen Elaeocarpaceae. Inga underarter finns listade i Catalogue of Life.